# DDR-Skimeisterschaften 1975
Die 27. DDR-Skimeisterschaften fanden vom 6. bis 9. Februar 1975 im sächsischen Oberwiesenthal statt. Ursprünglich sollten sie im thüringischen Lauscha stattfinden, mussten aber vom DDR-Skiläuferverband witterungsbedingt an den Fichtelberg verlegt werden. Die gespurten Loipen an der Sachsenbaude wiesen Schneehöhen von ca. 60 cm auf, so dass auch vorhergegangenes Tauwetter und Regen die Wettbewerbe nicht gefährden konnten. In neun Entscheidungen der Nordischen Skidisziplinen Langlauf, Skispringen und Nordische Kombination, davon drei Mannschaftswettbewerben, gingen ca. 180 Athleten an den Start. Bereits kurz vor dem Jahreswechsel waren die Meister auf den Langstrecken ermittelt wurden. Trotz Schneemangels und Regen wurden die geplanten Rennen über verkürzte 40 km der Männer und erstmals 20 km der Frauen in Steinheid am Rennsteig durchgeführt.

## Langlauf

### Männer

#### 15 km
Auf der kurzen Männerstrecke war es noch nach der Hälfte der zu absolvierenden Strecke spannend, gerade einmal 3 Sekunden trennten Gerhard Grimmer vom Zweitplatzierten Gerd-Dietmar Klause. Bis zum Ziel wuchs dieser Vorsprung jedoch noch auf beruhigende 28 Sekunden an, so dass Gerhard Grimmer seinen 20. DDR-Meistertitel feiern konnte.
Sonnabend, 8. Februar 1975
| Platz | Sportler            | Mannschaft            | Zeit (h) |
| ----- | ------------------- | --------------------- | -------- |
| 1     | Gerhard Grimmer     | ASK Vorwärts Oberhof  | 43:07    |
| 2     | Gert-Dietmar Klause | SC Dynamo Klingenthal | 43:35    |
| 3     | Dieter Meinel       | SC Dynamo Klingenthal | 44:03    |
| 4     | Gerd Heßler         | SC Dynamo Klingenthal | 44:27    |
| 5     | Jürgen Wolf         | SC Motor Zella-Mehlis | 44:34    |
| 6     | Axel Lesser         | ASK Vorwärts Oberhof  | 44:55    |

#### 30 km
Die erste Entscheidung bei den Männern bei guten äußeren Bedingungen entschied der Oberhofer Gerhard Grimmer mit fast zwei Minuten Vorsprung für sich. Um den zweiten Platz gab es indes ein hartes Ringen, nach 22,5 Kilometern lagen Klause und Meinel zeitlich noch gleichauf. Auf den letzten Kilometern lief Gerd-Dietmar Klause jedoch noch einen Vorsprung von 21 Sekunden heraus und konnte sich über Silber freuen.
Donnerstag, 6. Februar 1975
| Platz | Sportler            | Mannschaft                | Zeit (h) |
| ----- | ------------------- | ------------------------- | -------- |
| 1     | Gerhard Grimmer     | ASK Vorwärts Oberhof      | 1:31:15  |
| 2     | Gert-Dietmar Klause | SC Dynamo Klingenthal     | 1:33:07  |
| 3     | Dieter Meinel       | SC Dynamo Klingenthal     | 1:33:28  |
| 4     | Axel Lesser         | ASK Vorwärts Oberhof      | 1:34:19  |
| 5     | Gerd Heßler         | SC Dynamo Klingenthal     | 1:34:31  |
| 6     | Hartmut Freyer      | SC Traktor Oberwiesenthal | 1:35:19  |

#### 40 km
In Steinheid wurde bei ungünstigsten Bedingungen um Meistertitel gerungen. Dauerregen und Föntemperaturen machten eine Startverschiebung um anderthalb Stunden und eine Streckenverkürzung auf 40 Kilometer notwendig. Der 50 km-Weltmeister Gerhard Grimmer kam nur auf dem vierten Platz ein.
Sonntag, 29. Dezember 1974
| Platz | Sportler            | Mannschaft            | Zeit (h) |
| ----- | ------------------- | --------------------- | -------- |
| 1     | Gerd Heßler         | SC Dynamo Klingenthal | 2:16:21  |
| 2     | Volker Kunzmann     | SC Dynamo Klingenthal | 2:20:38  |
| 3     | Frank Spengler      | ASK Vorwärts Oberhof  | 2:21:18  |
| 4     | Gerhard Grimmer     | ASK Vorwärts Oberhof  | 2:22:47  |
| 5     | Gert-Dietmar Klause | SC Dynamo Klingenthal | 2:23:39  |
| 6     | Rainer Paul         | SC Dynamo Klingenthal | 2:25:26  |

#### 4 × 10-km-Staffel
Nach dem ersten Wechsel zeigte sich die Oberhofer Staffel den Klingenthaler Titelverteidigern ebenbürtig, wechselte sogar mit zwei Sekunden Vorsprung. Auf der zweiten Position lief Gerhard Grimmer sogar einen Vorsprung von 37 Sekunden heraus, eine faustdicke Überraschung war greifbar. Anschließend lief jedoch Gerd-Dietmar Klause sensationelle 2:14 min gegenüber dem überforderten Arnd Krause heraus. Obwohl Axel Lesser als letzter Läufer fast eine Minute wieder aufholte, reichte es für die Klingenthaler am Ende mit 36 Sekunden Vorsprung dennoch für Gold.
Sonntag, 9. Februar 1975
| Platz | Mannschaft            | Sportler                                                  | Zeit (h) |
| ----- | --------------------- | --------------------------------------------------------- | -------- |
| 1     | SC Dynamo Klingenthal | Gerd Heßler Dieter Meinel Gert-Dietmar Klause Jürgen Wolf | 2:01:42  |
| 2     | ASK Vorwärts Oberhof  | Frank Spengler Gerhard Grimmer Arnd Krause Axel Lesser    | 2:02:18  |
| 3     | SC Motor Zella-Mehlis | Greiner Günter Beutel Friedhelm Schmidt Schlott           | 2:08:22  |

### Frauen

#### 5 km
Etwas unerwartet kam Petra Hinze auf der Kurzstrecke zu Meisterehren. Der vorherige Saisonverlauf hatte das nicht vermuten lassen. Auch der Bronzerang ging etwas überraschend an die erst 17-jährige Christel Meinel, die trotz Sturzes Barbara Petzold mit 14 Sekunden Vorsprung klar hinter sich ließ.
Sonnabend, 8. Februar 1975
| Platz | Sportler             | Mannschaft                | Zeit (h) |  |
| ----- | -------------------- | ------------------------- | -------- |  |
| 1     | Petra Hinze          | SC Traktor Oberwiesenthal | 16:16    |  |
| 2     | Sigrun Krause        | ASK Oberhof               | 16:31    |  |
| 3     | Christel Meinel      | SC Dynamo Klingenthal     | 16:35    |  |
| 4     | Barbara Petzold      | SC Traktor Oberwiesenthal | 16:49    |  |
| 5     | Monika Debertshäuser | SC Motor Zella-Mehlis     | 16:52    |  |
| 6     | Marion Büchner       | SC Motor Zella-Mehlis     | 16:56    |  |

#### 10 km
Den ersten Frauenwettbewerb entschied die Oberhoferin Sigrun Krause in überzeugender Manier für sich. Nachdem die zweifache DDR-Meisterin von 1973 in der darauffolgenden Saison leer ausgegangen war, holte sie sich nach Bronze über 20 km zum Jahresende 1974 nun den dritten DDR-Meistertitel. Mitfavoritin Barbara Petzold wurde ab Kilometer sechs von Magenkrämpfen geplagt und kam so mit fast einer Minute Rückstand nur auf Platz vier ein. Titelverteidigerin Petra Hinze kam mit gut drei Minuten Rückstand auf Platz 14.
Donnerstag, 6. Februar 1975
| Platz | Sportler             | Mannschaft                | Zeit (h) |
| ----- | -------------------- | ------------------------- | -------- |
| 1     | Sigrun Krause        | ASK Oberhof               | 34:26    |
| 2     | Veronika Schmidt     | SC Motor Zella-Mehlis     | 34:59    |
| 3     | Marion Büchner       | SC Motor Zella-Mehlis     | 35:11    |
| 4     | Barbara Petzold      | SC Traktor Oberwiesenthal | 35:21    |
| 5     | Monika Debertshäuser | SC Motor Zella-Mehlis     | 35:24    |
| 6     | Christel Meinel      | SC Dynamo Klingenthal     | 36:13    |

#### 20 km
Die erstmals gelaufene Distanz über 20 Kilometer entschied erwartungsgemäß Barbara Petzold mit großem Vorsprung für sich. Wie bei den Männern erschwerten Dauerregen und Fön den Wettbewerb.
Mitfavoritin Petra Hinze gab das Rennen auf, nachdem sie mehrmals die Spur verlassen musste und ihre Ski durch Moos und Tannennadeln stumpf geworden waren.
Sonntag, 29. Dezember 1974
| Platz | Sportler         | Mannschaft                | Zeit (h) |
| ----- | ---------------- | ------------------------- | -------- |
| 1     | Barbara Petzold  | SC Traktor Oberwiesenthal | 1:17:48  |
| 2     | Veronika Schmidt | SC Motor Zella-Mehlis     | 1:20:58  |
| 3     | Sigrun Krause    | ASK Vorwärts Oberhof      | 1:21:01  |
| 4     | Marion Büchner   | SC Motor Zella-Mehlis     | 1:22:25  |
| 5     | Sigrid Opitz     | SC Dynamo Klingenthal     | 1:22:35  |
| 6     | Doris Wesche     | SC Dynamo Klingenthal     | 1:22:56  |
| 6     | Kleditzsch       | SC Dynamo Klingenthal     | 1:22:56  |

#### 4 × 5-km-Staffel
Die Staffelentscheidung bei den Frauen fiel am grünen Tisch. Nach einem Protest wurde die siegreiche Staffel vom SC Motor Zella-Mehlis in der Besetzung Debertshäuser / Siegel / Büchner / Schmidt wegen vertauschter Startnummern disqualifiziert. Somit konnten die Lokalmatadorinnen um Barbara Petzold Gold gewinnen.
Sonntag, 9. Februar 1975
| Platz | Mannschaft                | Sportler                                         | Zeit (h) |
| ----- | ------------------------- | ------------------------------------------------ | -------- |
| 1     | SC Traktor Oberwiesenthal | Heinzmann Barbara Petzold Kutz Petra Hinze       | 1:11:37  |
| 2     | ASK Vorwärts Oberhof      | Löffler Ritzmann Sigrun Krause König             | 1:11:48  |
| 3     | SC Dynamo Klingenthal I   | Kleditzsch Sigrid Opitz Pechmann Christel Meinel | 1:12:43  |

## Nordische Kombination
Nach dem Springen von der Oberwiesenthaler Normalschanze war die Entscheidung um Gold bereits gefallen. Vorjahresweltmeister Ulrich Wehling ließ nichts anbrennen und gewann mit über 40 Punkten Vorsprung den Meistertitel. Überraschend war hingegen schon eher der Silbermedaillengewinner. In seiner ersten Senioren-Saison konnte der Junioreneuropameister von 1974, Konrad Winkler, von Platz sechs nach dem Springen noch auf den Silberrang vorlaufen. Er verwies Klaus Tuchscherer auf den Bronzerang.
Sprunglauf Freitag, 7. Februar 1975; 15 km Sonnabend, 8. Februar 1975
| Platz | Sportler          | Mannschaft                | Punkte |
| ----- | ----------------- | ------------------------- | ------ |
| 1     | Ulrich Wehling    | SC Traktor Oberwiesenthal | 437,80 |
| 2     | Konrad Winkler    | SC Traktor Oberwiesenthal | 396,00 |
| 3     | Klaus Tuchscherer | SC Dynamo Klingenthal     | 389,55 |
| 4     | Andreas Michlik   | SC Dynamo Klingenthal     | 386,05 |
| 5     | Frank Koch        | SC Motor Zella-Mehlis     | 384,40 |
| 6     | Axel Scheibenhof  | SC Dynamo Klingenthal     | 378,80 |

## Skispringen
Entgegen den ursprünglichen Plänen, in Klingenthal einen Einzelwettbewerb auf der Großschanze durchzuführen, wurden auf der Fichtelbergschanze ein Einzel- und ein Mannschaftswettbewerb durchgeführt.

### Normalschanze
Nach einer sehr durchwachsenen Vierschanzentournee, bei der zwei Dritte Plätze das Maximum waren und in der Gesamtwertung kein DDR-Springer auf dem Treppchen stand, konnten zumindest einige Springer mit guten Ergebnissen aufwarten. Speziell die Aschenbach-Brüder ließen aufhorchen. Allerdings war es zunächst der ältere Dietmar, der im Training mit der Weite von 91,5 m, 2 Meter über dem damaligen Schanzenrekord, Aufsehen erregte. Im Wettkampf reichte es jedoch nur zum undankbaren Vierten Platz, allerdings mit neuem Schanzenrekord von 90 m im zweiten Durchgang. Sein Bruder Hans-Georg konnte den Meistertitel einheimsen.
Sonnabend, 8. Februar 1975
| Platz | Sportler              | Mannschaft            | Punkte |
| ----- | --------------------- | --------------------- | ------ |
| 1     | Hans-Georg Aschenbach | ASK Vorwärts Oberhof  | 260,6  |
| 2     | Henry Glaß            | SC Dynamo Klingenthal | 253,7  |
| 3     | Heinz Wosipiwo        | SC Dynamo Klingenthal | 252,4  |
| 4     | Dietmar Aschenbach    | ASK Vorwärts Oberhof  | 250,9  |
| 5     | Bernd Eckstein        | SC Motor Zella-Mehlis | 249,2  |
| 6     | Jochen Danneberg      | ASK Vorwärts Oberhof  | 248,6  |

### Mannschaftssprunglauf von der Normalschanze
Gegen die mit den Weltklassespringern Hans-Georg und Dietmar Aschenbach sowie Jochen Danneberg besetzte ASK-Mannschaft aus Oberhof hatten die anderen Mannschaften keine Chance. Im Kampf um Platz zwei war es jedoch eng, am Ende hatte die Mannschaft aus Klingenthal die Nase vorn.
Sonntag, 9. Februar 1975
| Platz | Mannschaft              | Sportler                                                               | Punkte |
| ----- | ----------------------- | ---------------------------------------------------------------------- | ------ |
| 1     | ASK Vorwärts Oberhof    | Martin Weber Jochen Danneberg Dietmar Aschenbach Hans-Georg Aschenbach | 746,4  |
| 2     | SC Dynamo Klingenthal I | Klaus Höring Eberhard Seifert Heinz Wosipiwo Henry Glaß                | 725,1  |
| 3     | SC Motor Zella-Mehlis I | Blum Jürgen Eckstein Bernd Eckstein Rainer Schmidt                     | 723,9  |

## Medaillenspiegel
Obwohl der SC Dynamo Klingenthal über ein Drittel aller Medaillen gewann, reichte es ob der zwei Goldmedaillen nur für den dritten Platz. Dank der starken Springer und den zwei Meistertiteln von Gerhard Grimmer war am Ende der ASK Vorwärts Oberhof der erfolgreichste Sportclub.
| Medaillenspiegel (nach allen 11 Wettbewerben) | Medaillenspiegel (nach allen 11 Wettbewerben) | Medaillenspiegel (nach allen 11 Wettbewerben) | Medaillenspiegel (nach allen 11 Wettbewerben) | Medaillenspiegel (nach allen 11 Wettbewerben) | Medaillenspiegel (nach allen 11 Wettbewerben) |
| Platz                                         | Mannschaft                                    | Gold                                          | Silber                                        | Bronze                                        | Gesamt                                        |
| --------------------------------------------- | --------------------------------------------- | --------------------------------------------- | --------------------------------------------- | --------------------------------------------- | --------------------------------------------- |
| 1                                             | ASK Oberhof                                   | 5                                             | 3                                             | 2                                             | 10                                            |
| 2                                             | SC Traktor Oberwiesenthal                     | 4                                             | 1                                             | 0                                             | 5                                             |
| 3                                             | SC Dynamo Klingenthal                         | 2                                             | 5                                             | 6                                             | 13                                            |
| 4                                             | SC Motor Zella-Mehlis                         | 0                                             | 2                                             | 3                                             | 5                                             |